# Château de Champdor

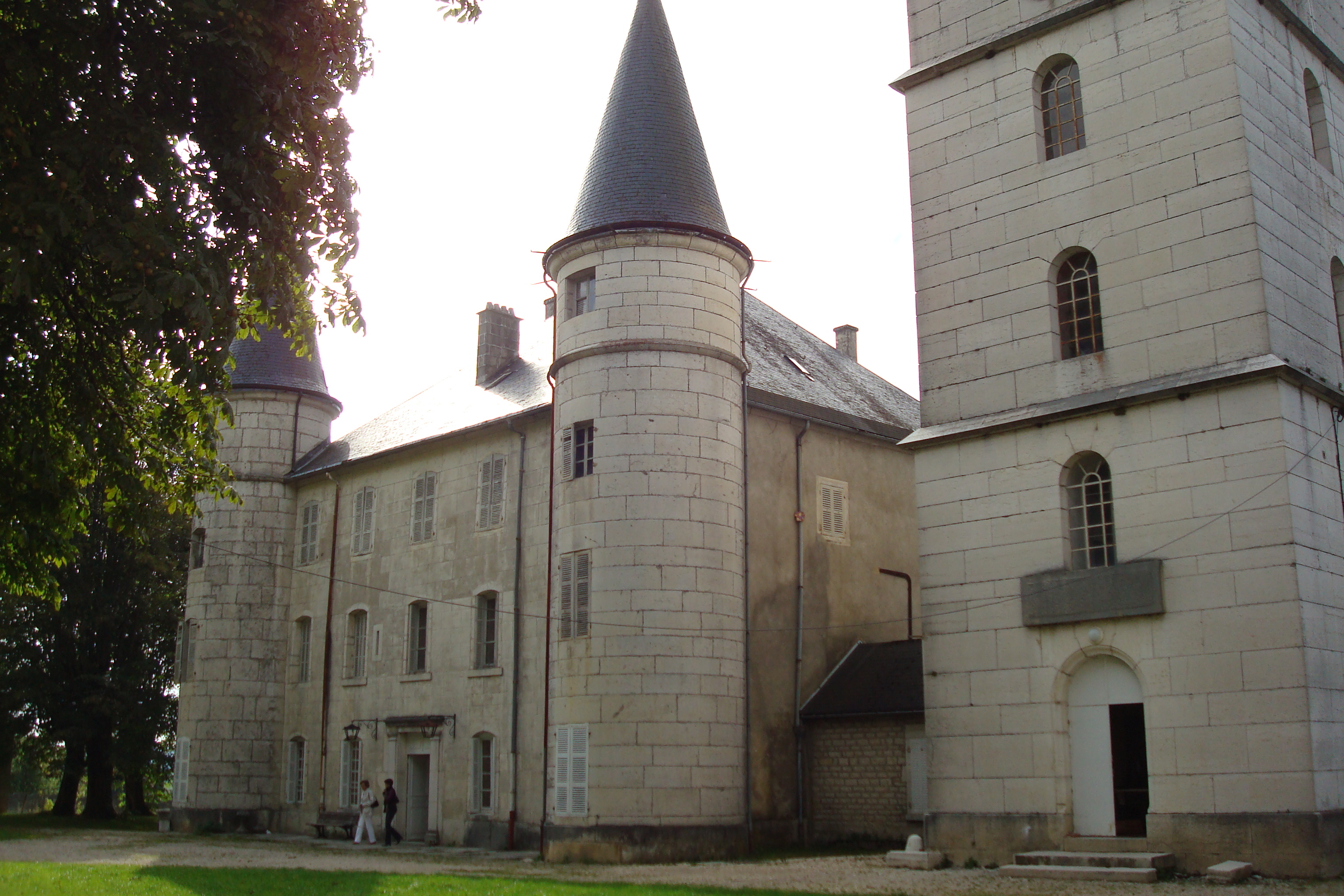
Façade est du château.

Le château de Champdor est un édifice situé à Champdor-Corcelles, en France.

## Situation
Le château est situé sur le territoire de la commune de Champdor-Corcelles dans le département de l'Ain, en région Auvergne-Rhône-Alpes.. 

## Description
Le château de Champdor a conservé sa silhouette du début du XVIIIe siècle. La tour aiguise la curiosité grâce au chemin de ronde qui ceinture son dernier étage et d'où l'on découvre un point de vue exceptionnel sur l'ensemble de la région. Pigeonnier et méridienne dans le parc.
Il conserve des éléments de décorations typiques du XVIIIe siècle (ferronnerie, fenêtres à réseaux de plomb, plafond à caisson, vestige d'un parc à la française, etc.). Les constructeurs ont fait preuve d'un esprit avant-gardiste dans la mise en place du réseau d'alimentation en eau (bélier hydraulique, château d'eau), méridienne, chauffage à accumulation, tous ces éléments datant du XVIIIe siècle.

## Historique
La construction, décidée par Guy de Montillet, a été achevée en 1743. 
Les héritiers se succèdent jusqu'en 1911. Puis, il passe de mains en mains pour être acheté en 1955 par le docteur Le Tacon, médecin pneumologue à Hauteville qui y essaie un élevage de visons dans la ferme attenante. En 1995, après la mort du docteur, le château est acheté par la commune.